# 현학봉
현학봉(?~)은 조선민주주의인민공화국의 외교관이다.

## 생애
2016년 8월 25일, 태영호의 탈북 이후 본국으로 소환된 것으로 알려졌다. 원래는 외무성 부상으로 승진이 예정되어 있었으나, 본국 소환으로 이는 없던 일이 되었다.

## 경력
- 주유엔 조선민주주의인민공화국 대표부 1등서기관[3]
- 주룩셈부르크 조선민주주의인민공화국대사관 대사[4]
- 주영국 조선민주주의인민공화국대사관 대사[5]